# اندیس مارن کرنج (اندیس دوم)
مارن کرنج (اندیس دوم) یک اندیس مصالح ساختمانی است که در حوالی شهر آغاجاری استان خوزستان قرار دارد و مادهٔ معدنی موجود در آن، مارن است؛ و دیرینگی آن به دوران نئوژن می‌رسد.